# PubMed Identifier
PMID (eng. PubMed identifier ili PubMed unique identifier) je jedinstveni identifikator dodijeljen svakomu znanstvenom članku iz područja medicine i zdravstva, a koji je objavljen u bazi PubMed. 
Dodjela PMID-a ili PMCID-a publikaciji ne govori čitatelju ništa o vrsti ni o kvaliteti sadržaja. PMID-e se dodjeljuje pismima uredniku, uredničkim mišljenjima, kolumnama ili bilo kojem drugom članku koji urednik izabere uvrstiti u časopis, kao i stručno recenziranim radovima. Objava bilo kojeg ispravka u časopisu u kojemu je tekst bio objavljen također može dobiti PMID.
Povezani arhiv PubMed Central dodjeljuje PMCID (PubMed Central identifier), skraćeno PMC, a koji se razlikuje od PMID-a.

## Vanjske poveznice
- pmid.us